# Crown Jewel (2024)
L'édition 2024 de Crown Jewel est un Premium Live Event de catch (lutte professionnelle) produit par la World Wrestling Entertainment, une fédération de catch américaine qui est télédiffusée et visible en paiement à la séance sur le WWE Network. L'événement a eu lieu le 2 novembre 2024 à la Kingdom Arena de Riyad, en Arabie saoudite. Il s'agit de la 6e édition de Crown Jewel.

## Contexte
Les spectacles de la World Wrestling Entertainment (WWE) sont constitués de matchs aux résultats prédéterminés par les scénaristes de la WWE. Ces rencontres sont justifiées par des storylines – une rivalité avec un catcheur, la plupart du temps – ou par des qualifications survenues dans les shows de la WWE tels que Raw et SmackDown. Tous les catcheurs possèdent une gimmick, c'est-à-dire qu'ils incarnent un personnage gentil (Face) ou méchant (Heel), qui évolue au fil des rencontres. Un événement comme Crown Jewel est donc un événement tournant pour les différentes storylines en cours,.

### Cody Rhodes contre Gunther
Le 5 octobre à Bad Blood, Triple H, le directeur créatif de la compagnie, annonce que les champions masculins vont s'affronter au PLE et le gagnant deviendra le premier récipiendaire du WWE Crown Jewel Championship avant de présenter la ceinture.

### Liv Morgan contre Nia Jax
Le 5 octobre à Bad Blood, Triple H, le directeur créatif de la compagnie, annonce que les championnes féminines vont s'affronter au PLE et la gagnante deviendra la première récipiendaire du WWE Women's Crown Jewel Championship avant de présenter la ceinture.

### Seth "Freakin" Rollins contre "Big" Bronson Reed
Le 5 août à Raw, Seth "Freakin" Rollins se fait attaquer par "Big" Bronson Reed qui lui porte un Death Valley Driver, deux Sentons et quatre Tsunamis consécutifs du coin du ring, ce qui lui provoque des saignements internes. Quatre jours plus tard, il souffre de fractures des côtes, des contusions internes et va devoir s'absenter. Le 30 septembre à Raw, il fait son retour de blessure et aide Braun Strowman à battre son agresseur dans un Last Monster Standing match.
Le 21 octobre à Raw, Adam Pearce, le GM du show rouge, annonce officiellement un match entre les deux catcheurs au PLE.

### Randy Orton contre Kevin Owens
Le 5 octobre après Bad Blood, Kevin Owens effectue un Heel Turn, car il attaque violemment le champion incontesté devant le bus de ce dernier sur le parking,. Six soirs plus tard à SmackDown, le catcheur canadien explique qu'il n'a trahi personne, mais que lui a été trahi par Cody Rhodes. The American Nightmare débarque, mais la sécurité l'empêche d'aller au ring et il est calmé par Randy Orton. The Viper retient ensuite son partenaire, mais ce dernier lui donne un coup de coude et il est contraint de répliquer. Un peu plus tard, The Prizefighter se venge et attaque son ancien allié. La semaine suivante à SmackDown, l'ancien quadruple champion du monde veut un match contre son ancien équipier au PLE, mais Nick Aldis, le GM du show bleu, refuse. L'autre semaine suivante à SmackDown, il finit par convaincre Triple H et obtient son match.

### LA Knight (c) contre Andrade contre Carmelo Hayes
Le 11 octobre à SmackDown, LA Knight, le champion des États-Unis, conserve son titre en battant Carmelo Hayes. À l'extérieur du ring, Andrade se moque de la défaite du second catcheur. Un peu plus tard, Nick Aldis, le GM du show bleu, annonce un nouveau match entre les deux derniers combattants et le gagnant deviendra aspirant no 1 à la ceinture du premier. La semaine suivante à SmackDown, l'ancien champion Million Dollar de NXT s'annonce comme arbitre spécial du match entre ses deux futurs prétendants. L'autre semaine suivante à SmackDown, LA Knight porte son BFT sur les deux catcheurs, fait terminer la rencontre en match nul et s'autoproclame gagnant du match. Nick Aldis lui annonce ensuite qu'il défendra sa ceinture au PLE contre ses deux aspirants dans un Triple Threat match.

### Roman Reigns et The Usos contre The Bloodline
Le 21 octobre à Raw, Jey Uso, le champion Intercontinental, ne conserve pas sa ceinture, battu par Bron Breakker à la suite des interventions extérieures de la Bloodline, ce qui met fin à un règne de 28 jours. Quatre soirs plus tard à SmackDown, il se venge en coûtant les titres par équipes de Tama Tonga et Tonga Loa face aux Motor City Machine Guns. Après le combat, il se réconcilie avec son frère jumeau et reforme officiellement leur duo avec ce dernier. La semaine suivante à SmackDown, la Bloodline originelle se reforme officiellement et le 6-Man Tag Team match entre les deux trios du clan est officiellement annoncé.

## Tableau des matchs
| Ordre par numéros                                                                         | Résultat | Stipulation(s) | Temps |
| ----------------------------------------------------------------------------------------- | --- | --- | ----- |
| 1                                                                                         | The Bloodline (Solo Sikoa, Tama Tonga et Jacob Fatu) (avec Tonga Loa) bat Roman Reigns et The Usos (Jimmy et Jey)                                          | Six Man Tag Team match                                                                                               | 16:35 |
| 2                                                                                         | Bianca Belair (c) et Jade Cargill (c) battent Damage CTRL (IYO SKY et Kairi Sane), Chelsea Green et Piper Niven, Meta-Four (Lash Legend et Jakara Jackson) | Fatal 4-Way Tag Team match pour les WWE Women's Tag Team Championship                                                | 12:00 |
| 3                                                                                         | Seth "Freakin" Rollins bat "Big" Bronson Reed | Match simple | 12:20 |
| 4                                                                                         | Liv Morgan (Raw's Women's World Champion) bat Nia Jax (SmackDown's WWE Women's Champion)                                                                   | Champion vs. Champion match La gagnante deviendra la première récipiendaire du WWE Women's Crown Jewel Championship. | 8:15  |
| 5                                                                                         | Randy Orton contre Kevin Owens (se termine en No Contest après une bagarre entre les deux catcheurs avant le début du match)                               | Match simple | —     |
| 6                                                                                         | LA Knight (c) bat Andrade et Carmelo Hayes | Triple Threat match pour le WWE United States Championship                                                           | 9:10  |
| 7                                                                                         | Cody Rhodes (SmackDown's Undisputed WWE Champion) bat Gunther (Raw's World Heavyweight Champion)                                                           | Champion vs. Champion match Le gagnant deviendra le premier récipiendaire du WWE Crown Jewel Championship.           | 23:00 |
| La lettre C placée entre parenthèses désigne la personne ou l’équipe championne en titre. | | |       |

### Article annexes
- Liste des pay-per-views de la WWE